# 스티브 하우
스티븐 제임스 하우(영어: Stephen James Howe, 1947년 4월 7일 ~ )는 1970년부터 세 차례에 걸쳐 프로그레시브 록 밴드 예스의 기타리스트이자 백 보컬로 가장 잘 알려진 영국의 음악가이다. 노스런던 홀러웨이에서 태어난 하우는 기타에 관심을 갖게 되었고, 12살 때부터 직접 악기를 배우기 시작했다. 1964년에 음악 경력을 쌓기 시작했으며, 처음에는 신디캣츠, 투모로우, 그리고 보다스트를 포함한 여러 런던 기반 블루스, 커버, 사이키델릭 록 밴드에서 6년 동안 연주했다.
1970년 예스에 합류한 하우는 어쿠스틱 기타와 일렉트릭 기타의 혼합으로 밴드의 사운드와 방향을 결정짓는 데 도움을 주었고, 이는 더 상업적이고 비평적인 성공으로 이어졌다. 가장 잘 알려진 많은 곡들은 하우가 공동 작곡했으며, 하우는 1981년 밴드가 해체될 때까지 밴드에 머물렀다. 하우는 1990년부터 1992년까지 그룹에 복귀한 후 1995년에 영구적으로 복귀했다. 현재 활동 중인 밴드에서 가장 오랜 기간 활동한 멤버이다.
하우는 1980년대 이후 록 밴드 아시아, GTR, 앤더슨 브루포드 웨이크먼 하우의 멤버로서 더욱 큰 성공을 거두었다. 또한 다양한 수준의 성공을 거둔 20개의 솔로 음반을 발매하고 프랭키 고스 투 할리우드, 마틴 테일러, 퀸 등의 아티스트와 협업하는 등 다작의 솔로 경력을 쌓았다. 그는 스티브 하우 트리오로 알려진 재즈 그룹 예스와 솔로 활동을 계속하고 있다. 2017년 4월, 하우는 예스의 멤버로 로큰롤 명예의 전당에 헌액되었다.

## 경력

### 예스
1970년 4월, 록 밴드 예스는 피터 뱅크스가 떠난 후 새로운 기타리스트를 찾았다. 하우는 풀럼에서 존 앤더슨, 크리스 스콰이어, 빌 브루포드, 토니 케이로 구성된 그룹과의 트라이아웃 세션에 초대받았고, 그는 성공하여 6월에 멤버가 되었다. 이 무렵 예스는 두 번째 음반 《Time and a Word》 (1970년)를 녹음했지만 아직 발매되지 않았다. 밴드와 함께한 하우의 사진은 미국 발매를 위해 커버에 사용되었지만, 그가 연주하지는 않았다. 여러 차례 공연을 마친 후, 예스는 《The Yes Album》 (1971년)의 새로운 자료를 준비하기 위해 데본으로 후퇴했다. 하우는 그룹이 머물렀던 랭글리 팜을 인수했다. 하우는 다양한 기타에 능숙하고 작곡에 강한 기여를 한 덕분에 밴드가 프로그레시브 록으로 방향을 바꾸는 데 중요한 역할을 한 다작 멤버가 되었다. 《The Yes Album》와 《Fragile》 (1971년)에는 그의 솔로 어쿠스틱 곡 〈Clap〉와 〈Mood for a Day〉, 인기 트랙 〈Yours Is No Disgrace〉, 〈Starship Trooper〉, 〈Roundabout〉의 작곡 크레딧이 포함되어 있다.  후자는 하우와 앤더슨이 곡을 작곡한 공로로 BMI 상을 수상했다.

### 아시아
1981년, 하우는 보컬 겸 베이시스트 존 웨튼, 키보디스트 제프 다운스, 드러머 칼 파머와 함께 슈퍼그룹 아시아를 결성했다. 이들의 데뷔 음반 《Asia》 (1982년)는 미국에서 400만 장이 팔리며 1982년 미국에서 가장 많이 팔린 음반이 되었다. 하우는 이 음반의 아홉 곡 중 다섯 곡에 작곡가로 이름을 올렸다. 후속 음반 《Alpha》 (1983년)를 작업할 당시, 하우는 곡들이 지나치게 직설적이고 간결해졌으며, 이것이 그룹의 창작성과 음악적 방향성을 저해하고 있다는 점을 느꼈다.

## 사생활
하우는 1968년에 팻 스텁빙스와 관계를 시작했다. 그들은 번트 오크에 있는 등록 사무소에서 결혼했다. 팻은 1969년 런던에서 하우의 아들 딜런을 낳았고, 두 사람은 결혼 후 2년 내에 이혼했다. 하우는 딜런의 양육권을 받았다. 딜런은 블록헤즈의 멤버였으며, 하우와 함께 스티브 하우 트리오의 일원으로 활동하고, 2017년에는 예스의 두 번째 드러머로 아버지와 함께 투어를 했다.
하우는 1975년에 아내 자넷 오스본과 결혼했으며, 그들 사이에는 세 자녀인 버질, 조지아, 스테파니가 태어났다. 버질은 록과 R&B 밴드 리틀 배리의 멤버였으며, 2017년 9월 11일에 사망했다.

## 음반 목록

### 스튜디오 음반
- Beginnings (1975)
- The Steve Howe Album (1979)
- Turbulence (1991)
- The Grand Scheme of Things (1993)
- Mothballs (1994)
- Masterpiece Guitars  with Martin Taylor (1996)
- Quantum Guitar (1998)
- Portraits of Bob Dylan (1999)
- Natural Timbre (2001)
- Skyline (2002)
- Elements (2003)
- Spectrum (2005)
- Motif (2008) – Compilation
- Time (2011)
- Love Is (2020)
- Motif Volume 2 (2023) – Compilation
- Guitarscape (2024)